# Bartomeu Melià i Lliteres
Bartomeu Melià i Lliteres   (Porreres, 7 de desembre de 1932 - Asunción, 6 de desembre de 2019) va ser un missioner, sacerdot, lingüista i antropòleg mallorquí.
Va ingressar a la Companyia de Jesús i arribà al Paraguai l'any 1954 i des de llavors es va dedicar a l'estudi de la llengua guaraní i la cultura paraguaiana. Era un defensor dels pobles indígenes del Paraguai com l'aché; Melià va denunciar el genocidi paraguaià del qual aquest era víctima, i això li va valer l'expulsió del país el 1976 per part de la dictadura d'Alfredo Stroessner, L'any següent es va instal·lar a Mato Grosso do Sul, al Brasil, on va conviure a la selva amb els ena-wené-nawés. Amb la caiguda de Stroessner el 1989 va poder tornar al Paraguai, i va reprendre els seus estudis i recerques, duent a terme un gran nombre d'investigacions en etnohistòria i etnolingüística amb treballs de camp tant a Paraguai com al Brasil i a Bolívia arran de la convivència amb els ena-wené-nawés i amb les comunitats indígenes guaranís i kainganges.
Era doctor en Ciències Religioses per la Universitat d'Estrasburg (1969) i membre de la Societat d'Americanistes de París, i va fer de professor d'Etnologia i de Cultura guaraní a la Universitat Catòlica d'Asunción, i va exercir de president del Centre d'Estudis Antropològics d'aquesta institució. També era membre de la Comissió Nacional de Bilingüisme del Ministeri d'Educació i Culte de la República del Paraguai i treballava com a assessor del Programa d'Educació Bilingüe Intercultural del Teko Guaraní (Assemblea del Poble Guaraní de Bolívia) des del 1990.
Publicava regularment sobre llengua, etnografia i història guaranís, així com assaigs i treballs sobre Paraguai. Va ser director de la revista Acción d'Asunción durant dos períodes de la seva història (1969-75 i 1993-99). D'entre les seves darreres publicacions destaquen Elogio de la lengua guaraní; contextos para una educación bilingüe en el Paraguay (1995), El Paraguay inventado (1997), Pueblos indígenas en el Paraguay. Demografía histórica y análisis de los resultados del Censo Nacional de Población y Viviendas, 1992 (1997), Ñane ñe'fi paraguái: Paraguay bilingüe: Políticas lingüísticas y educación bilingüe (1997), Antonio Ruiz de Montoya, Vocabulario de la lengua guaraní (2000) i Mil apellidos en Guaraní (2007).
Li va estar concedit el Premi Ramon Llull (2002), el Premi Nacional de la Ciència del Paraguai (2004), la Medalla d'Or de Porreres (2008) i el premi Bartolomé de las Casas (2010).
Melià va morir a causa d'una infecció hepàtica, després de diversos dies internat en la infermeria provincial dels jesuïtes.